# Patria Nueva Sociedad
Patria Nueva Sociedad (PNS, « Société nouvelle patrie ») est un mouvement néonazi chilien fondé par Alexis López (es) le 1er mai 1999 à Puerto Montt (région des Lacs).
Bien qu'ayant tenté de se constituer en parti politique légal en 2002, PNS échoue à obtenir les signatures nécessaires à son inscription officielle. Malgré une procédure d'interdiction initiée en 2006, le Tribunal constitutionnel rejette la demande en 2010, estimant qu'aucune preuve n'atteste que le mouvement promeuve la violence ou des actes anticonstitutionnels.

## Histoire

### Fondation
Patria Nueva Sociedad est fondée par Alexis López (es) le 1er mai 1999 à Puerto Montt. Elle a pour président Arnel Epulef Cifuentes. Le mouvement est issu du « Premier congrès idéologique national socialiste chilien » tenu à Quintero (région de Valparaíso) en avril 1999, où ses membres ont décidé d'adapter l'idéologie nazie au contexte chilien contemporain, remplaçant la croix gammée par une croix solaire et une rune Sōwilō, et le salut fasciste par un salut à trois doigts,. Ses membres portent une tenue formelle (pantalon et cravate noirs, chemise blanche) et un brassard rouge.

### Tentatives de légalisation et développement
En juin 1999, Alexis López entreprend les démarches officielles pour constituer PNS comme parti politique. Il se rend au Registre électoral chilien pour soumettre les statuts du parti à examen, puis démissionne du parti Rénovation nationale (RN). López est agressé physiquement à sa sortie des bureaux d'RN en marge d'une manifestation de 60 personnes juives opposées à la création d'un parti néonazi. En juillet 1999, PNS lance une école de formation, qui démarre avec quatre intervenants et une quinzaine d'élèves.
En avril 2000, son dirigeant Alexis López organise un congrès mondial néonazi au Chili. En janvier 2001, PNS apporte une assistance juridique aux habitants ruraux de la commune de Cochamó (région des Lacs) pour l'obtention de leurs titres de propriété, face aux tentatives d'acquisition de terres par l'entrepreneur américain Douglas Tompkins dans la région.

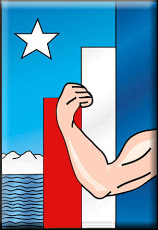
Logotype du Mouvement national-socialiste du Chili.

En février 2002, PNS tente à nouveau de s'établir comme parti politique au Chili. Le mouvement peine à recueillir les signatures nécessaires à son inscription officielle, ne réunissant que 25 signatures sur les 11 738 requises. Le mouvement développe sa présence territoriale à partir de septembre 2002 avec une tournée nationale dans une trentaine de villes, aboutissant à l'établissement de 17 antennes locales. Il atteint une centaine de militants. Le même mois, PNS crée également le Centro de Estudios Políticos y Sociales Carlos Keller, un centre de recherche destiné à développer des analyses sur des questions économiques, historiques et politiques contemporaines. Son nom est choisi en référence à Carlos Keller (es), idéologue du Mouvement national-socialiste du Chili de Jorge González von Marées (es).

### Contestation juridique puis déclin
En 2006, le mouvement fait l'objet d'une procédure devant le Tribunal constitutionnel, initiée par des parlementaires, le MOVILH et la Juventud Judía, une association juive, qui demandent son interdiction en l'accusant d'être lié à des attaques néonazies. En 2010, le Tribunal constitutionnel rejette cette demande. L'Agencia Nacional de Inteligencia (es) avait conclu dans son rapport que le mouvement ne représentait pas une menace sérieuse pour la société, tant par son discours public — se déclarant contre le racisme, niant être antisémite et s'opposant aux violations des droits humains — que par son faible pouvoir de mobilisation. Le Tribunal estime qu'aucune preuve n'atteste que le PNS promeuve la violence ou des actes anticonstitutionnels,.
D'après le politiste Gilberto Cristian Aranda Bustamante, PNS connaît son apogée entre 2000 et 2010 et est le plus visible des différents mouvements néonazis chiliens de cette période, tout en occupant une place marginale dans la vie politique chilienne.

### Évolution

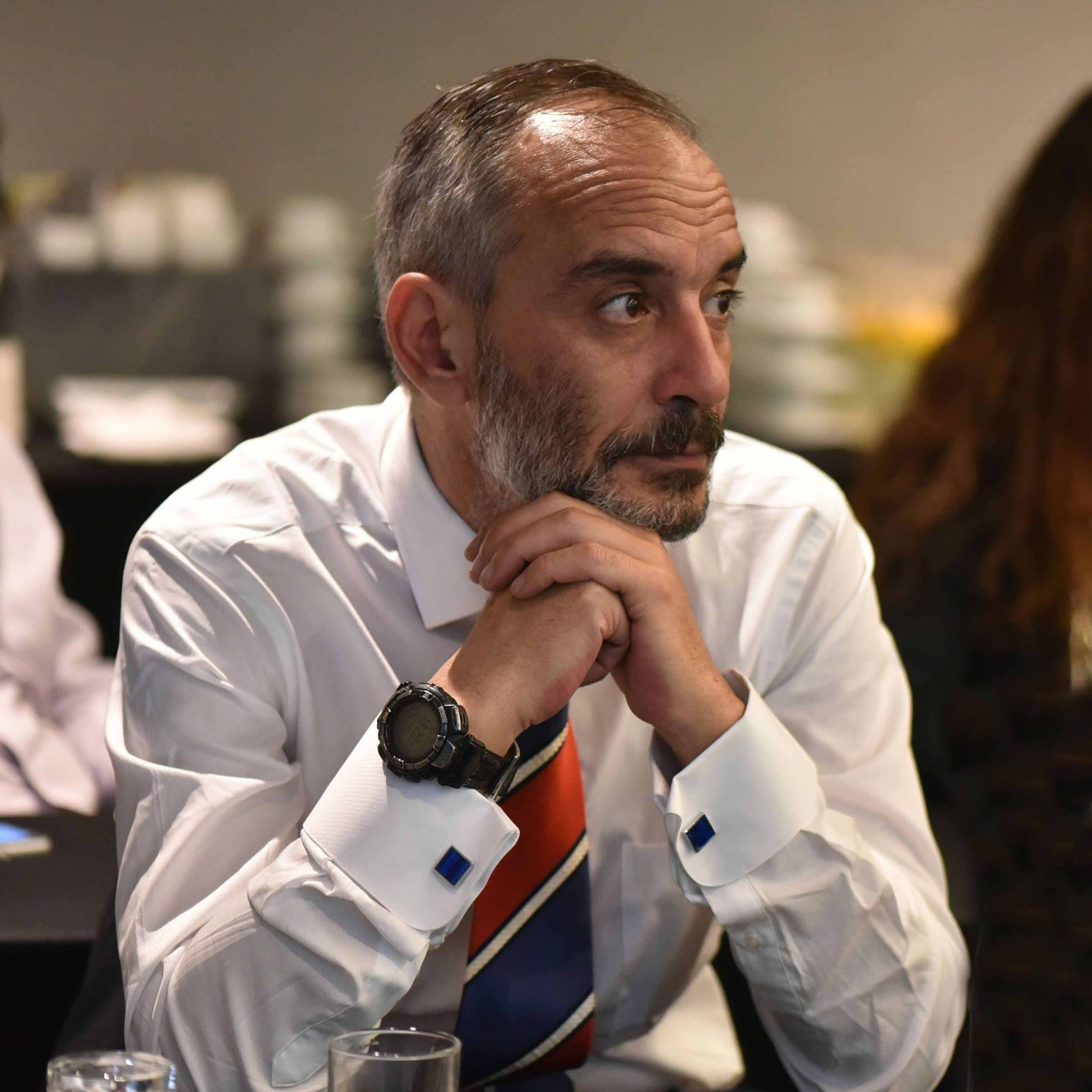
Alexis López en 2023.

López crée par la suite un autre groupe nommé Nueva Era, au sein duquel, tout en proclamant prendre ses distances avec le nazisme historique, il cherche à réhabiliter les idéologues du nazisme allemand.

## Idéologie

### Positionnement
PNS est positionnée à l'extrême droite et est d'idéologie néonazie. Le PNS se définit comme un mouvement « ni de gauche ni de droite ». Il se déclare anticommuniste et anti-impérialiste. Il s'oppose au « nouvel ordre mondial », au capitalisme transnational, au marxisme et au libéralisme. Il est inspiré de la Nouvelle Droite. Contrairement à d'autres mouvements d'extrême droite chiliens, PNS rejette explicitement la violence politique et la violation des droits humains.

### Weltanschauung
Il qualifie son propre discours de « Weltanschauung socialiste nationale ». Cette Weltanschauung rejette l'association du socialisme à un modèle économique, le concevant plutôt comme l'expression spirituelle de l'altruisme et de la réciprocité communautaire. Sa dimension nationale est liée à la préservation de la Volksgemeinschaft. La Volksgemeinschaft est considérée comme la source de légitimité de l'État et du droit, l'État devant constamment s'adapter à sa volonté. La Weltanschauung du mouvement se présente, selon ses propres termes, comme la manifestation de la « vérité même de la Nature » et de la diversité culturelle et biologique des peuples.
Sa doctrine repose sur deux piliers fondamentaux : une philosophie ayant pour fondement le maintien de « la Vie dans toutes ses manifestations » où l'être humain est conçu comme un organisme parmi d'autres dans la communauté planétaire, et une vision écologiste prônant la préservation de la biodiversité et la durabilité environnementale. Le mouvement défend un modèle corporatiste intégrant l'ensemble des organisations sociales et conçoit la nation comme une entité naturelle distincte de l'État, ce dernier devant fonctionner comme un corps organique en constante adaptation aux besoins de la nation.

### Relations internationales

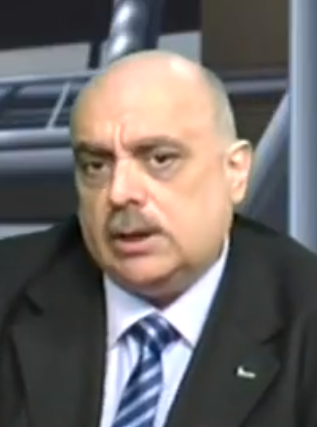
Alejandro Biondini en 2017.

Patria Nueva Sociedad entretient des liens avec le néonazi argentin Alejandro Biondini, qui héberge du contenu pour le PNS à travers son site web Ciudad Libertad de Opinión. Son parti, le Partido Nuevo Triunfo (PNT), participe au congrès mondial néonazi organisé par PNS en avril 2000. En septembre 2000, Alexis López intervient lors d'un rassemblement du PNT afin de soutenir la candidature présidentielle d'Alejandro Biondini. En 2005, leurs relations se refroidissent en raison de l'invitation par le PNS d'Israël Shamir à une conférence, que le PNT tient pour « un sioniste », bien qu'il ne soit ni sioniste ni même juif.
En 2003, PNS s'oppose à la guerre d'Irak. Il propose auprès de l'ONU le déplacement du siège des Nations unies en Suisse pour sa neutralité, la suppression du droit de veto des membres permanents du Conseil de sécurité, ainsi que la reconnaissance des États palestinien et kurde.

### Droits LGBT
Alexis López, le leader de PNS, estime que les homosexuels « portent atteinte à la famille ».

## Stratégie
En 2000, PNS fait le choix stratégique d'investir principalement dans sa présence numérique pour sa communication. PNS dispose d'une présence en ligne à travers son site web et la diffusion d'émissions radio et vidéo sur internet. Selon Alexis López, la plateforme web du parti lui aurait permis de recruter environ 90 % de ses adhérents et d'atteindre un niveau de fréquentation comparable à celui du site web de l'Union démocrate indépendante.